# Barnetby
Barnetby, ook Barnetby le Wold, is een civil parish in het bestuurlijke gebied North Lincolnshire, in het Engelse graafschap Lincolnshire met 1741 inwoners.